# 장형 (형벌)
장형(杖刑)은 태형보다 무거운 형벌로, 중국에서는 옛 오형의 하나이다. 범죄자를 죄질에 따라 곤장으로 볼기 70, 80, 90, 100를 치는 형벌이다. 태형은 10~60으로 규정되어 있다. 군대에서 장형을 할 때는 치도곤이라는 곤장으로 집행한다. 형량에 따라 면포나 돈을 바치면 형벌을 면해주기도 했다.